# Филиппов, Орест Иванович
Орест Иванович Филиппов (7 ноября 1923 — 16 августа 2002) — советский и российский художник и график. Заслуженный работник культуры РСФСР.

## Биография
Родился 7 ноября 1923 года в деревне Вторые Чекуры Мариинско-Посадского района Чувашской АССР.
В 1939 году его семья переехала в Чебоксары. Мечтал после окончания школы поступить в Ленинградскую академию художеств, но вмешалась война. Орест Иванович прошёл всю Великую Отечественную войну и Советско-японскую, в ходе которой служил в должности помощника начальника отдела штаба Забайкальского фронта.
После демобилизации из армии, окончил Чебоксарское художественное училище и Московский художественный институт имени В. И. Сурикова (мастерская М. М. Черемных).
В 1947—1948 годах Филиппов работал на Чебоксарском электроаппаратном заводе. В 1957—1983 годах — директор и преподаватель Чебоксарского художественного училища, одновременно — председатель правления (1970—1976) и председатель ревизионной комиссии (1978—1983) Союза художников Чувашии. Занимался также общественной деятельностью — избирался депутатом Верховного Совета республики.
В своём художественном творчестве создавал пейзажи и портреты, работал в станковой, книжной и прикладной графике; был одним из зачинателей искусства плаката в Чувашии. Участвовал в республиканских, зональных, всесоюзных и всероссийских выставках. Персональные выставки Ореста Ивановича проходили в 1966, 1973, 1983, 1993 годах. О. И. Филиппов был автором нагрудного знака «Лауреат премии Комсомола Чувашии им. М. Сеспеля», лауреатом которой он стал.
Умер 16 августа 2002 года. В декабре 2003 — январе 2004 прошла его мемориальная выставка.

## Награды
- орден Отечественной войны II степени (дважды)
- орден Красной Звезды,
- медаль «За отвагу»,
- медаль «За боевые заслуги»,
- медаль «За оборону Кавказа»,
- медаль «За оборону Киева»,
- медаль «За освобождение Праги»,
- медаль «За взятие Будапешта»,
- медаль «За взятие Вены»,
- медаль «За победу над Германией в Великой Отечественной войне 1941—1945 гг.»,
- медаль «За победу над Японией»,
- медаль «За трудовое отличие»[3].
- Заслуженный работник культуры Чувашской АССР,
- Заслуженный работник культуры РСФСР.